# Trós
Trós je v řecké mytologii syn dardanského krále Erichthonia a jeho manželky Astiochy, vnuk krále Dardana, zakladatele rodu.

## Potomci
- Assarakos se stal králem zmenšené Dardanie poté, co se rod rozdělil na dvě větve
- Ílos vybudoval na odděleném území království město Ílion či Ílios, později známé jako Trója
- Ganymédés byl synem Tróovy manželky Kallirhoé. Tento Ganymédés byl vyhlášený krasavec, není tedy divu, že ho objevil nejvyšší bůh Zeus a povolal ho k sobě na Olymp a udělal z něj číšníka bohů. Mladíkova otce za tu ztrátu vyplatil zlatou révou, mistrovským tepaným dílem boha Poseidóna a přidal mu prý nejkrásnější koně na světě.

Potomky jeho syna Assaraka byli Kapys a Anchísés, ti vládli v Dardanii. Ílos měl syny Láomedonta a Priama, ti vládli v Tróji. Z nich Priamos byl tím posledním, on sám i jeho královský rod byli zahubeni Achájci a město Trója bylo zcela zničeno.